# Elcmar
Dans la mythologie celtique irlandaise, il est le frère du Dagda (le dieu bon) dont il est le contraire, l’aspect négatif. Le nom d’Elcmar signifie « envieux, jaloux ». C’est en fait un avatar d’Ogma (Ogme, Ogmios), le dieu de la classe guerrière qui est responsable de la guerre, la magie, l’écriture et l’éloquence.
Pendant un voyage d’Elcmár (son absence de neuf mois lui semble ne durer qu’un jour) le Dagda commet l’adultère avec son épouse Boand, de cette relation va naître Oengus (Mac Oc).
Philippe Jouët commente ainsi le dossier :
"Fils de Delbáeth « Feu de la forme » et petit-fils d’Ogma suivant LGE VII § 368 Elcmar est considéré comme le père de Manannán. La lumineuse Bé Fhind, lumière dans la nuit, est fille d'Elcmár mais épouse d’Áed « Feu ». Le nom d’E(a)lcmár s’interprète par olc / elc « méchant, envieux » et már « grand » (Guyonvarc’h, Ogam XXXI 347-348 ).
Selon la Prise du Síd et les récits connexes le Dagda éloigne Elcmár et suspend le temps pour engendrer avec son épouse Bóand le dieu Óengus Mac Óc. (...) Elcmár était le tuteur du jeune dieu solaire qui l’a quitté pour entrer chez les dieux du jour. C’est sûrement Elcmár qui éborgne le bienveillant Midir d’une branche de coudrier (Tochmarc Étaine).Un récit rapporte le combat entre Elcmaire et Cúchulainn qui voulait pêcher le saumon de connaissance. Le héros lui coupe les « pouces et les orteils » et s’assure la compagnie de son épouse Fedelm Foltcháin pour une année. L’apparition de cette fée est la cause de la faiblesse annuelle, cess, des Ulates.
Elcmár a des affinités avec Nechtán. Dans les récits considérés (...),c'est le parti diurne (de la cosmologie) qui l'emporte. Elcmár est un aspect particulier d'une ancienne puissance nocturne marginalisée.
Elcmár, rappelle Ph. Jouët, n'est pas identique à Ogma. Ogme, ancien Ciel-nocturne, a été intégré à la famille des Túatha Dé Danann dont il est l’« homme fort » dans le cadre de la religion politique. Un vestige de ses affinités nocturnes se trouve dans l’Ogme « père des ogams » (rapproché de l’Ogmios gaulois). Mais tandis qu’Ogme se bat dans les rangs des Túatha au cours des deux Batailles de Mag Tured et patronne une forme de poésie, Elcmár n'est jamais à son avantage dans les épisodes où il est engagé (comme receleur ou gardien). La distinction entre le « mauvais » Elcmár et l'Ogme des Túatha est due à une appréciation qualitative de ce que les dieux antérieurs apportaient à la nouvelle société ."